# فاليري بيكوفسكي
فاليري فيودوروفيتش بيكوفسكي (بالروسية:Вале́рий Фёдорович Быко́вский ؛ 2 أغسطس 1934 - 27 مارس 2019) رائد فضاء سوفيتي الذي طار على ثلاث رحلات فضائية: فوستوك 5 ، سويوز 22 ، وسويوز 31. وكان أيضًا نسخة احتياطية لفوستوك 3 وسويوز 37.
كان بيكوفسكي رياضياً حريصاً كباقي رواد الفضاء السوفيت ، لتحمل الضغط الزائد الذي يحدث نتيجة دخول مجال الجاذبية الأرضية: بعد فترة من انعدام الجاذبية وضيق المحطة المدارية واسترخاء كاملة لعضلات الجسم وعدم الحركة في تلك الفترة.
| فاليري بيكوفسكي | الخدمة في سلاح الجو جعلتنا أقوياء ، جسديا ومعنويا. أخذنا جميعًا رواد الفضاء في الرياضة و تدريب جسدي بجدية عندما خدمنا في سلاح الجو. أعلم أن يوري غاغارين كان مولعا بهوكي الجليد. كان يحب لعب حارس المرمى. كان جيرمان تيتوف من عشاق الجمباز ، وكان أندريان نيكولاييف يحب التزلج ، وذهب بافل بوبوفيتش لرفع الأثقال. لا أعتقد أنني مخطئ عندما أقول إن الرياضة أصبحت لاعباً أساسياً في حياة رواد الفضاء. | فاليري بيكوفسكي |

## حياته الشخصية

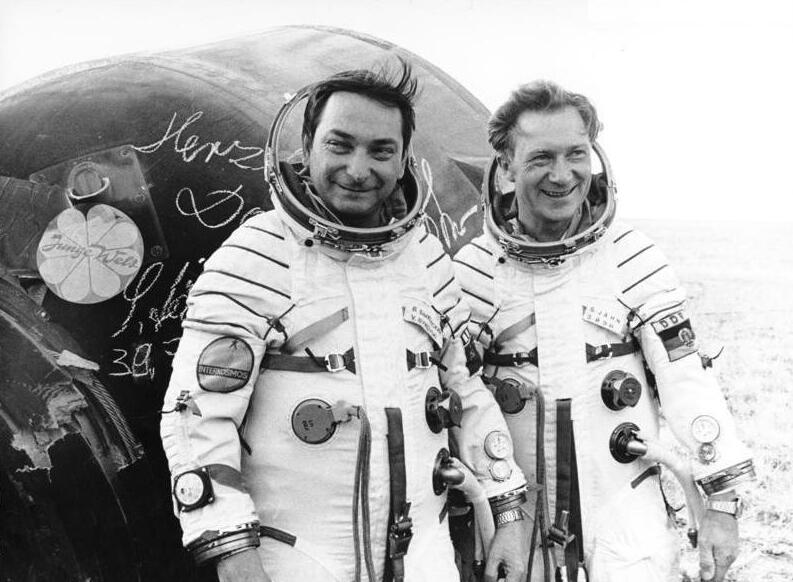
هبوط رواد الفضاء بيكوفسكي وجاهن

كان متزوجا من فالنتينا ميخائيلوفنا سوخوفا. كان لديهم ولدان. توفي في 27 مارس 2019.

## الأوسمة والجوائز

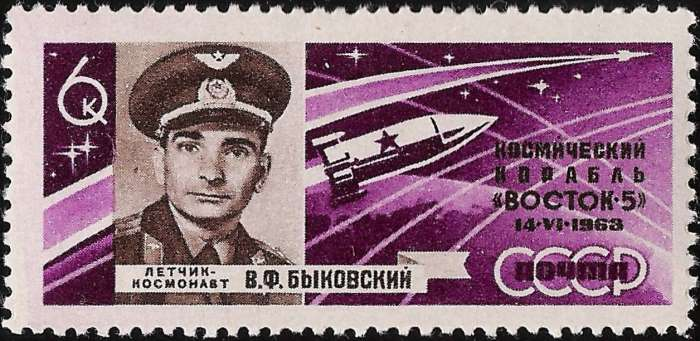
A 1963 Soviet postage stamp showing Valery Bykovsky and Vostok 5

- بطل الاتحاد السوفيتي مرتين (22 يونيو 1963 و28 سبتمبر 1976).[6]

## روابط خارجية
- فاليري بيكوفسكي على موقع الموسوعة البريطانية (الإنجليزية)
- فاليري بيكوفسكي على موقع مونزينجر (الألمانية)